# Farid Nazha
Farid Elías Nazha (en siríaco: ܦܪܝܕ ܐܠܝܐܣ ܢܙܗܝ  pronunciado [fɑriːd nɑzhe]; Hama, Siria Otomana, 10 de enero de 1894-Madrid, España, 19 de octubre de 1970) fue un comerciante y activista asirio-argentino afiliado al nacionalismo asirio y conocido por sus críticas al clero cristiano siríaco, que le provocaron su excomunión por parte del patriarca Ignatius Afram I Barsoum. Se lo considera uno de los fundadores del nacionalismo asirio moderno, cuyo énfasis estaba en la unidad de todas las comunidades de tradición siríaca.

## Biografía
Nació el 10 de enero de 1894 en Hama en una familia ortodoxa siríaca con raíces en Kharput, ubicada en la actual Turquía. En 1911, varios miembros de su familia se convirtieron al Catolicismo Siríaco, lo que provocó una serie de polémicas entre los asirios asentados en Hama. El padre de Farid decidió entonces enviarlo a la Argentina, para evitar que se involucrara en el conflicto.
En agosto de 1911 arribó a Buenos Aires, donde estudió matemática y economía. Se casó y se mudó a Santiago del Estero en marzo de 1920, donde trabajó por 11 años antes de regresar a Buenos Aires.
Entre 1940 y 1941 se desempeñó como director del periódico quincenal Azzaubaha, fundado por Antún Saade.

### Activismo
Influenciado por los escritos del asirio-estadounidense Naum Faiq; Nazha fundó en 1934 en Buenos Aires el Centro Afrémico Asirio, un club cultural que agrupaba a los inmigrantes étnicamente asirios o bien religiosamente siríacos asentados en Argentina. El periódico de la sociedad, llamado Unidad Asiria (en siríaco: ܚܕܥܝܘܬܐ ܣܘܪܝܝܬܐ - Ḥdoʻyauṯo Suryoyṯo; en árabe: al-Jamiʿa al-Suryaniyya), salió a la luz por primera vez en septiembre de ese mismo año.
En un principio, Unidad Asiria estaba dirigido a los inmigrantes asirios/siríacos de Argentina, pero su popularidad creció al punto tal que periodistas asirios de otras partes del mundo comenzaron a contribuir en sus páginas, entre ellos Naum Faiq. El propio Nazha tenía una columna en el periódico en la que a menudo atacaba al clero en lo que consideraba una «consagración de la separación» de las diferentes iglesias de la Cristiandad Siríaca. Para él, la nacionalidad debía primar sobre la religión y el clero no debía tener un papel de liderazgo en la sociedad asiria/siríaca. Sus opiniones sobre la iglesia empeoraron cuando esta última comenzó a adoptar el árabe en detrimento del arameo siríaco en la liturgia. Su enfrentamiento con el clero alcanzó su punto culmen cuando el patriarca Ignacio Efrem I Barsoum lo excomulgó formalmente, aunque su sucesor Ignacio Jacobo III, quien visitó Argentina en 1958, levantaría dicha excomunión. De hecho, la relación entre Ignacio Jacobo y Nazha fue siempre cordial, al punto de que Nazha lo invitó a cenar en su residencia de Buenos Aires en al menos dos ocasiones. En una de ellas, el patriarca le garantizó que no descartaría la denominación «asiria» para la Iglesia Siriana.
Continuó publicando en su periódico hasta su muerte en Madrid el 19 de octubre de 1970.